# Sopwith Triplane
Il Sopwith Triplane fu un aereo da caccia monomotore triplano sviluppato dall'azienda aeronautica britannica Sopwith Aviation Company negli anni dieci del XX secolo ed utilizzato principalmente dal Royal Naval Air Service durante la prima guerra mondiale. Era anche conosciuto con i soprannomi di Triple e Triplehound.

## Storia del progetto
Con l'evoluzione della tecnologia applicata all'aviazione, la sempre maggiore potenza sviluppata dai motori ed il conseguente aumento delle prestazioni, si rese necessario dotare gli aerei di velature dalle maggiori dimensioni. Con l'aumentare della superficie alare, tuttavia, le caratteristiche del volo mutavano, e l'aumentare della portanza era controbilanciata da una diminuzione della maneggevolezza, a quel tempo caratteristica necessaria per sostenere efficacemente un combattimento aereo. Il Triplane venne sviluppato come iniziativa privata in risposta a queste due, contrastanti, necessità. L'aggiunta della terza ala aumentava la superficie alare del velivolo mentre la ridotta dimensione delle stesse non ne penalizzava troppo la maneggevolezza.
Il progetto del Triplane si deve a Herbert Smith che aveva già realizzato per la Sopwith il Pup. Del precedente velivolo riprendeva la fusoliera e gli impennaggi. Il velivolo era potenziato da un motore rotativo a nove cilindri Clerget 9Z che erogava 110 hp (82 kW). In seguito però venne montato su molti Triplane la versione 9B che forniva 130 hp (97 kW). Su un esemplare venne anche montato un motore, sempre rotativo, Le Rhône che forniva 110 hp (82 kW).
L'armamento standard era costituito da una singola mitragliatrice Vickers calibro .303 (7,7 mm) dotata di meccanismo di sincronizzazione che permetteva di fare fuoco attraverso il disco dell'elica. Alcuni esemplari furono dotati di una coppia di mitragliatrici.
Il Triplane fu un velivolo molto apprezzato dai piloti per la facilità di pilotaggio. I controlli erano efficaci ed armonizzati. La sua velocità ascensionale era superiore a quelle dei caccia che lo avevano preceduto. Nelle picchiate il velivolo si dimostrò più lento dei caccia tedeschi dell'epoca. Il Triplane fu portato in volo anche dal Black Flight del 10° Naval Squadron comandato dall'asso canadese Raymond Collishaw. L'unità dichiarò l'abbattimento di 87 velivoli nemici, trentatré dei quali ad opera del solo Collishaw.
Le prestazioni del Triplane furono apprezzate anche dai tedeschi. La cattura di un velivolo, appartenente alla 1ª Squadriglia RNAS, ispirò lo sviluppo del famoso Fokker Dr.I.
In totale ne verranno prodotti 152 esemplari.

## Impiego operativo
Il velivolo entrò in servizio nel novembre del 1916 presso i reparti del Royal Naval Air Service e della francese Aviation navale della Marine nationale rimanendo in servizio per poco più di un anno fino alla sua sostituzione con il più recente Sopwith Camel.

## Utilizzatori
Francia
- Aviation navale

operò con 17 esemplari.
 Impero russo

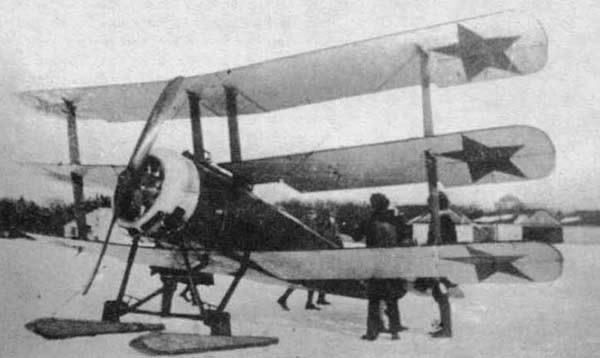
Il Triplane impiegato in Russia, equipaggiato con sci al posto del tradizionale carrello dotato di ruote.

- Imperatorskij voenno-vozdušnyj flot

operò con un solo esemplare.
 Regno Unito
- Royal Naval Air Service